# Соборная площадь (Выборг)
Соборная площадь — площадь в центре города Выборга, ограниченная Крепостной улицей, улицей Ладанова, улицей Сторожевой Башни и Театральной улицей. Является элементом редко встречающегося в градостроительстве комплекса — «каскада» из трёх площадей, расположенных на одной пространственной диагонали (Соборной, Театральной и Рыночной).

## История
Спроектирована в соответствии с указом шведского короля Юхана III (1537—1592) в качестве главной городской площади в центре Рогатой крепости, пристроенной к городским укреплениям и образовавшей новый городской район, названный Валом. Постройки, окружавшие площадь, получившую название Большой площади Вала (либо просто площади Вала), долгое время оставались малозначительными.
Только при императрице Екатерине II, утвердившей в 1794 году новый план Выборга, началось строительство ансамбля общественных зданий в стиле классицизма: городского собора, дворца наместника, городского собрания (магистрата или новой ратуши), подковообразного в плане гостиного двора и присутственных мест. Некоторое время площадь называлась Екатерининской, но вскоре после смерти императрицы это название заменили параллельно использовавшиеся два других: Соборная и [Новая] Ратгаузская ([Новая] Ратушная, площадь Новой Ратуши).

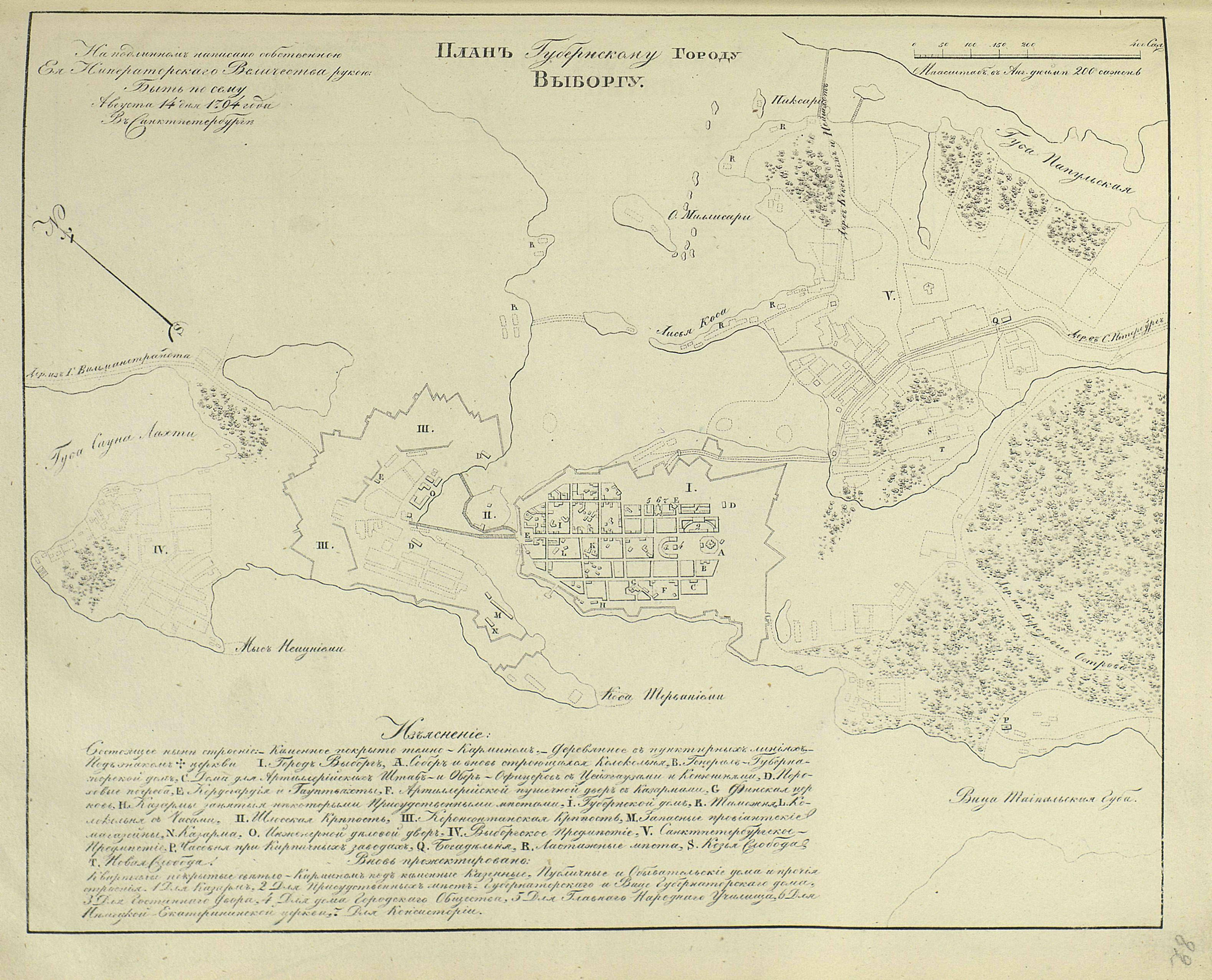
План Выборга, утверждённый в 1794 году

Центром архитектурного ансамбля стало здание православного Спасо-Преображенского собора, использовавшееся по назначению во все периоды выборгской истории (на плане обозначено буквой А). Функции других зданий, формирующих площадь, со временем менялись: вместо здания присутственных мест (на плане обозначено цифрой 2) при Павле I (1796—1801) были устроены казармы, дворец наместника (генерал-губернаторский дом, на плане обозначен буквой В) с 1839 года занял Выборгский гофгерихт (надворный суд), а спроектированный Джакомо Кваренги гостиный двор (на плане обозначен цифрой 3) не был достроен (было возведено только его восточное крыло, разобранное в 1913 году). Его место занял расширенный комплекс зданий, включавший Выборгскую ратушу, возведённую в 1795—1797 годах (на плане обозначена цифрой 4), а также городской театр и здание городского собрания («Societe») с гостиницей, рестораном и актовым залом, которые были построены в 1832—1843 годах по проекту А.Ф. Гранштедта. Здания для общественных собраний такого типа (Societetshus или Seurahuone) в XIX веке строились во многих шведских и финских городах для проведения официальных мероприятий, праздников, торжественных обедов и великосветских балов. Формирование застройки площади в основном завершилось возведением в 1847 году дома президента Выборгского гофгерихта, а в конце XIX века — зданий русского начального и реального училищ. Слово «новой» окончательно выпало из названия площади после переименования в 1929 году площади Старой Ратуши в площадь Торкеля Кнутссона. По проекту Уно Ульберга в 1934 году была проведена реконструкция комплекса общественных зданий с приспособлением помещений гостиницы под нужды ратуши.
С 1940 года площадь, утратившая значение главной площади города, была переименована в Театральную. Это название сохранялось длительное время, несмотря на то, что во время Советско-финской войны (1941—1944) здания городского театра, ратуши и гостиницы сгорели. В 1962 году перестроенное здание ратуши было приспособлено под кинотеатр («Выборг», затем «Выборг-Палас»). С 2004 года площадь снова называется Соборной. Бывший дворец наместника в 2014 году передан под размещение епархиальных учреждений Русской православной церкви. С 2008 года, после разделения всей территории Выборга на микрорайоны, Соборная площадь относится к Центральному микрорайону города.

## Достопримечательности
- Спасо-Преображенский собор (Соборная пл., д. 1). Архитектор Н. А. Львов, 1795—1889 гг.
- Епархиальный центр (бывший дворец наместника, ул. Сторожевой Башни, д. 29). Архитектор К. И. Шпекле, 1784 год.
- Детский сад (бывший дом президента Выборгского гофгерихта, ул. Сторожевой Башни, д. 27). Архитектор Э. Б. Лорман, 1847 год.
- Политехнический колледж «Александровский», бывшее русское реальное училище. Архитектор Н. А. Курвоазье, 1884 год.
- Школа № 1, бывшее русское начальное училище. Архитектор Леандер Иконен, 1896 год.

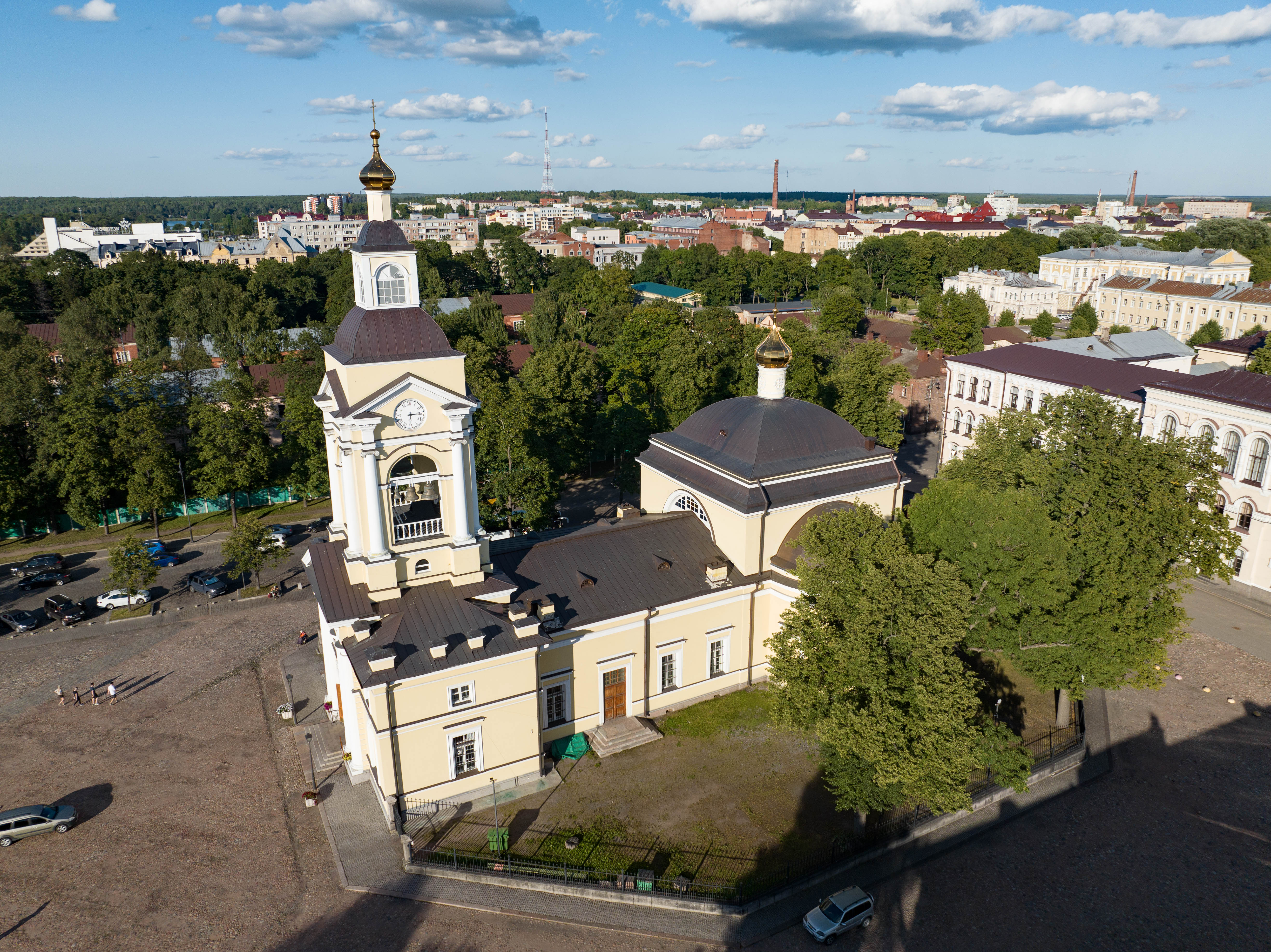
Спасо-Преображенский собор
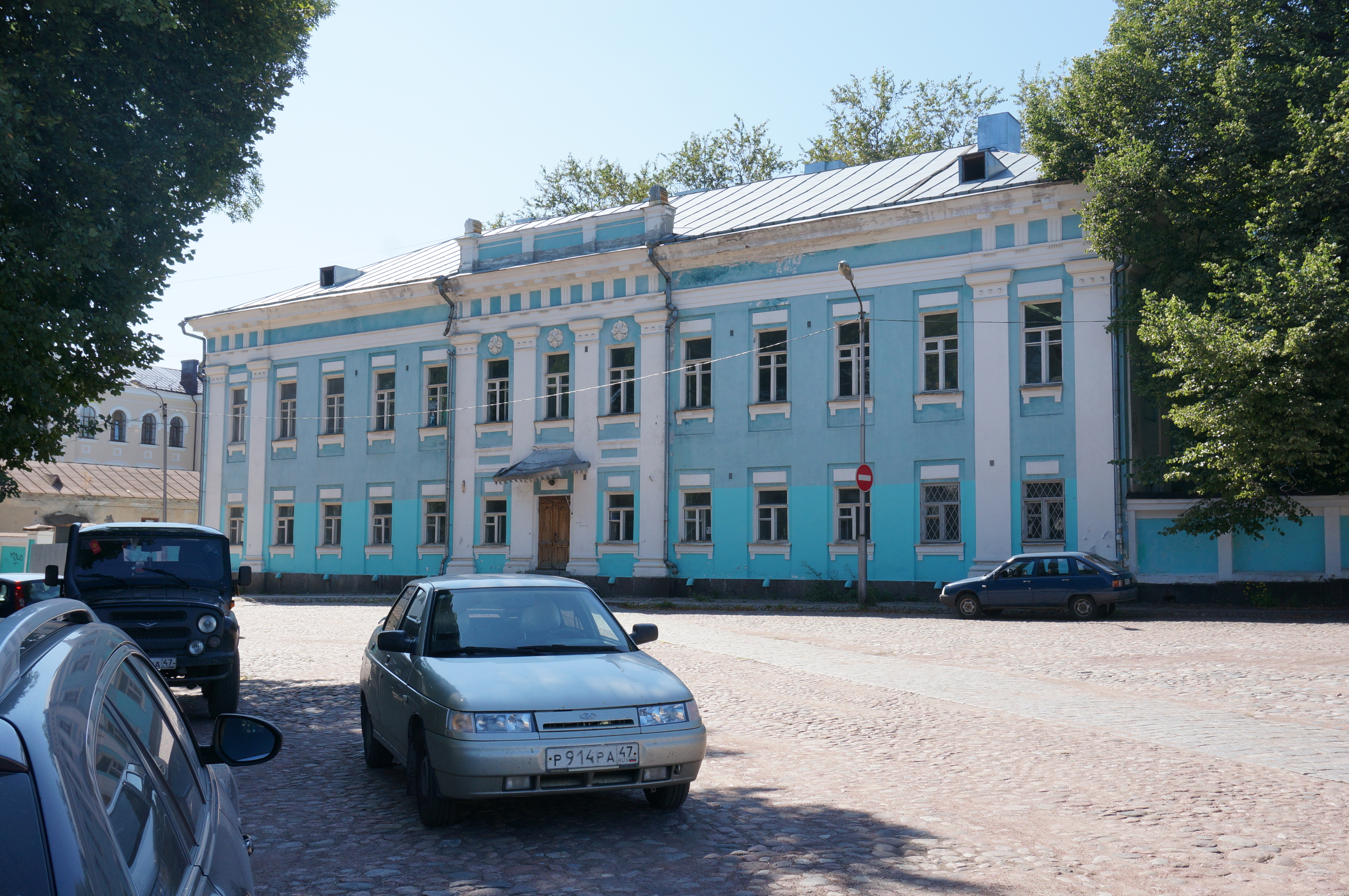
Епархиальное управление (бывший дворец наместника)
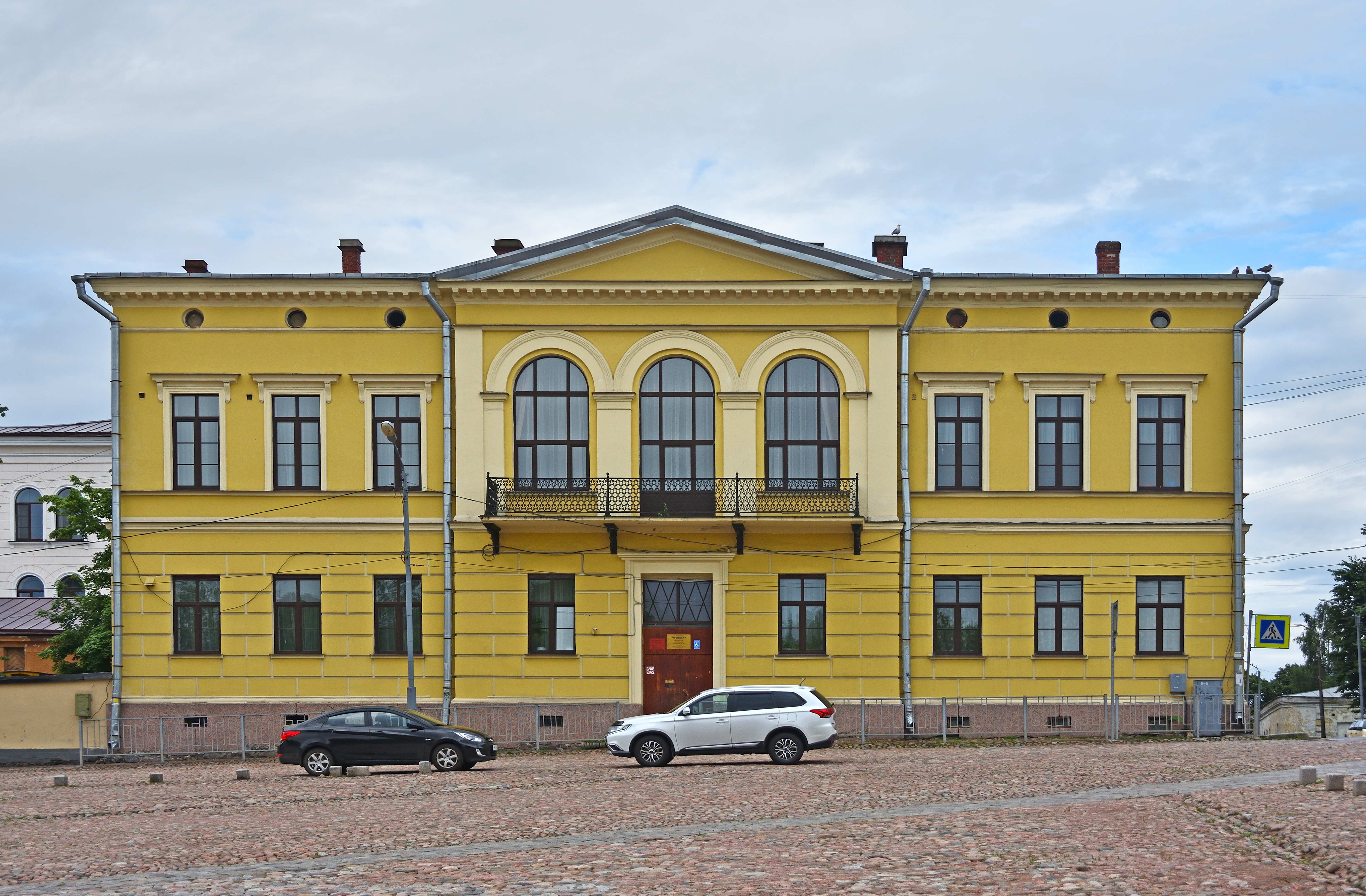
Детский сад (бывший дом президента Выборгского гофгерихта)
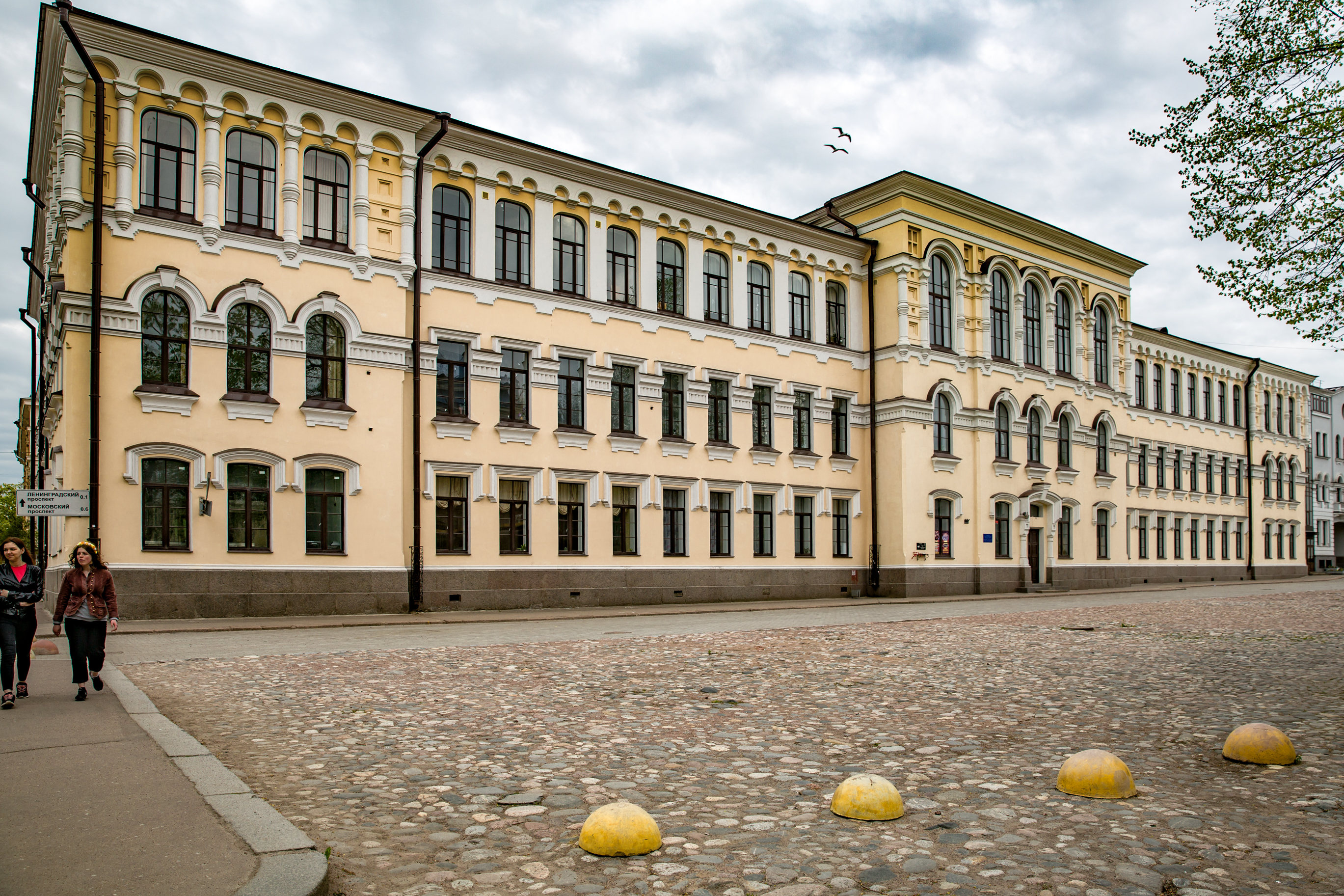
Политехнический колледж «Александровский» (бывшее русское реальное училище)
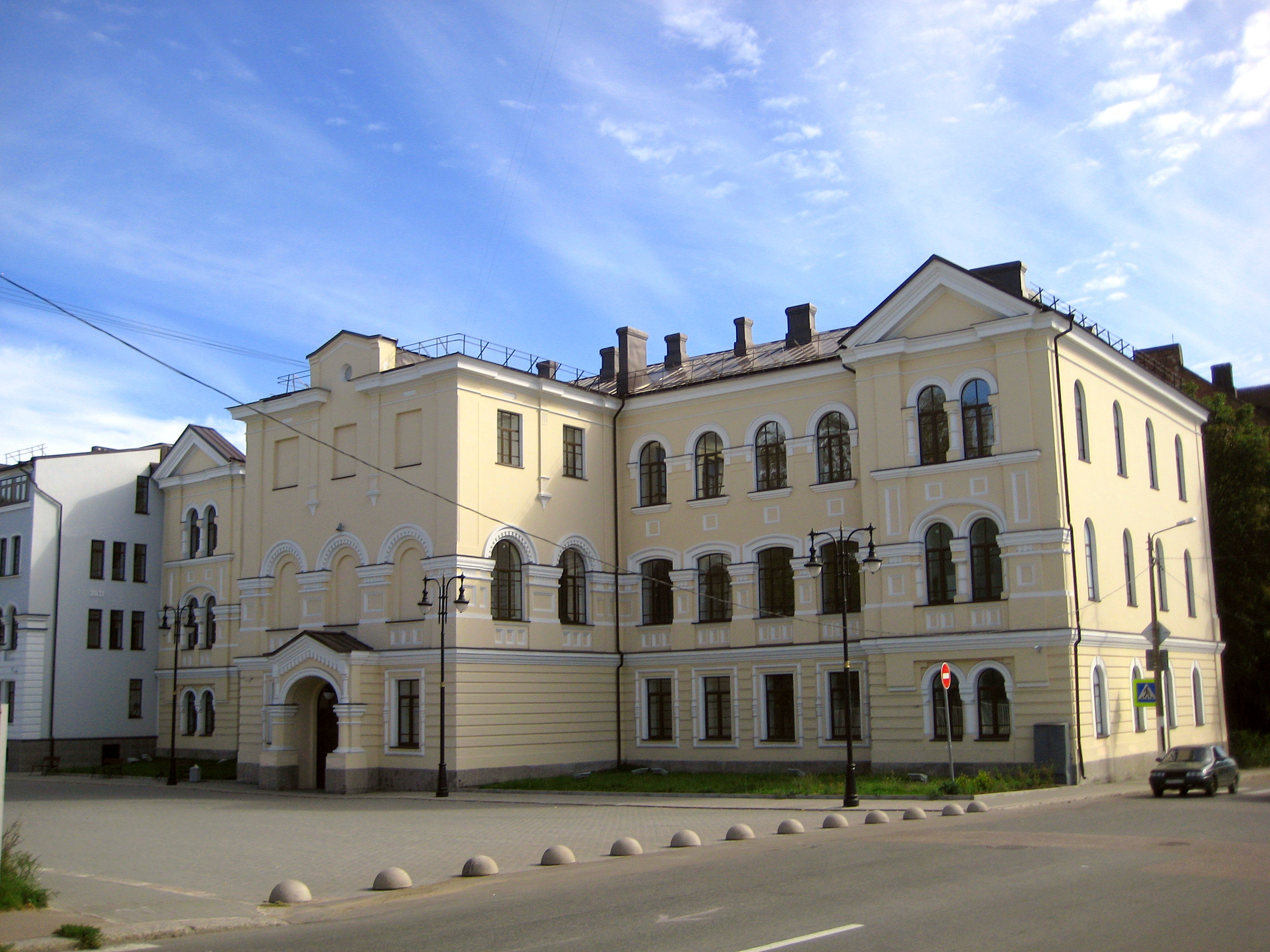
Здание школы (бывшее русское начальное училище)
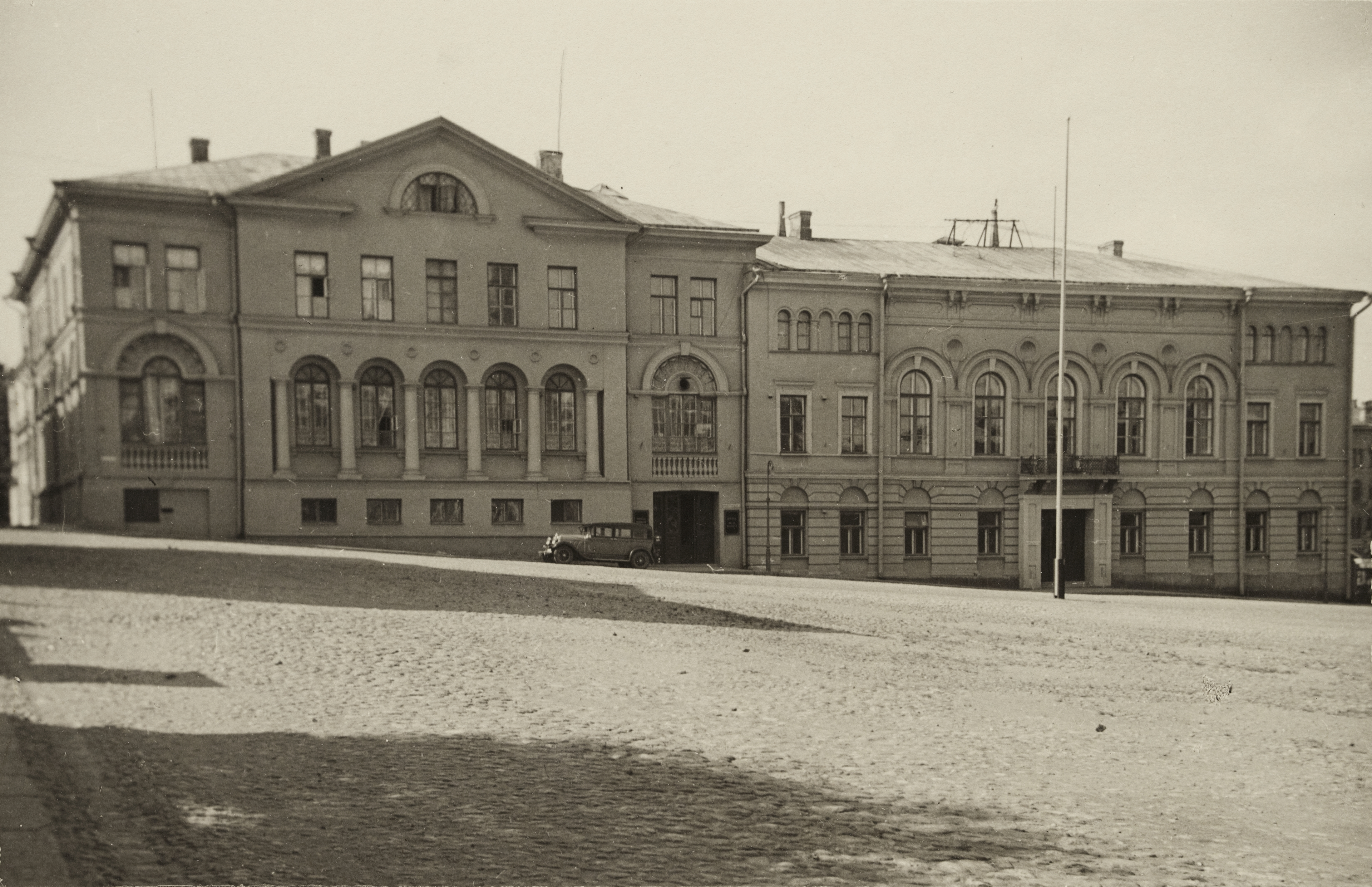
Здания гостиницы и ратуши (не сохранились)